# Saison 8 de Star Academy
 (décembre 2023).
Si vous disposez d'ouvrages ou d'articles de référence ou si vous connaissez des sites web de qualité traitant du thème abordé ici, merci de compléter l'article en donnant les références utiles à sa vérifiabilité et en les liant à la section « Notes et références ».
En pratique : Quelles sources sont attendues ? Comment ajouter mes sources ?
 (juin 2025).
La huitième saison de Star Academy, émission française de téléréalité musicale, a été diffusée sur TF1 du 19 septembre 2008 au 19 décembre 2008.
Pendant près de trois mois, quinze candidats reçoivent une formation artistique au sein d'un hôtel particulier à Paris. Les participants sont évalués par les professeurs à travers les primes et les évaluations. Ils se produisent chaque vendredi sur le plateau de l'émission télévisée, aux côtés d'artistes invités venus partager des duos. Chaque semaine, les trois moins bons élèves sont soumis au vote du public et l'un d'entre eux  quitte le télé crochet. À l'issue du programme, le vainqueur remporte 500 000 € et un contrat avec la maison de disques Universal Music afin d'enregistrer un album.
Cette saison est toujours présentée par Nikos Aliagas, la directrice est Armande Altaï et les chanteurs Rihanna et Christophe Maé en sont les parrains. Mickels Réa remporte cette huitième saison,.

## Générique
Pour cette saison, le générique sonore est Superstar (That's what you are) du groupe suédois The Merrymakers (en).

## L'academy

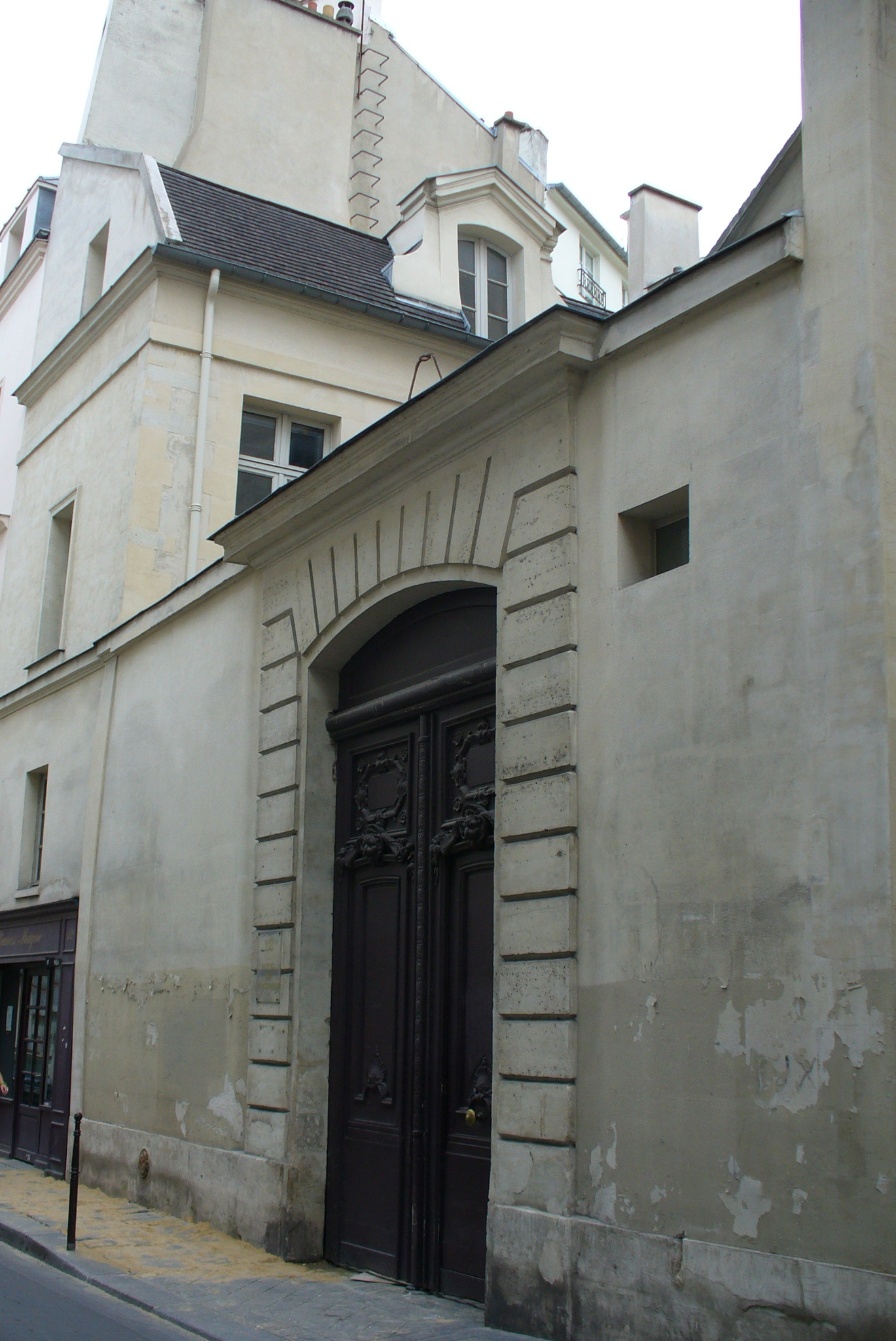
Portail de l'hôtel de Brossier.

Pour la première fois depuis la création de l'émission, les candidats ne logent pas dans le château des Vives Eaux de Dammarie-les-Lys mais dans un hôtel particulier du Marais, l'hôtel de Brossier (12 rue Charlot, 3e arrondissement de Paris). Cela a posé des problèmes de voisinage assez sérieux.
L'hôtel particulier possède une petite cour d'entrée. Dans le prolongement de l'entrée, une cafétéria équipée d'une cuisine est disponible. À côté, sous la verrière, une grande salle de travail y est aménagée. Elle accueille les cours de danse, de sport, et de chant, ainsi que les évaluations. En face de cette salle se trouvent la salle des professeurs (aménagée en noir et blanc), le bureau de la directrice (orné de violet et de bleu sombre), le vestiaire des élèves (équipé de casiers rouges), ainsi que la salle de théâtre, de couleur violette,.
Au premier étage, se trouvent le salon, la salle d'interview, une salle de répétition équipée d'instruments de musique, deux chambres, l’une pour les filles, et l'autre pour les garçons, ainsi qu’ une salle de bains et une terrasse aménagée,.

## Candidats
| Prénom   | Nom complet         | Âge    | Ville                 | Statut                             | Réf(s). |
| -------- | ------------------- | ------ | --------------------- | ---------------------------------- | ------- |
| Mickels  | Mickels Réa         | 25 ans |                       | Gagnant le 19 décembre 2008        | ,       |
| Alice    | Alice Raucoules     | 19 ans | Marseille             | Finaliste le 19 décembre 2008      | ,       |
| Gautier  | Gautier Riese       | 20 ans | Clermont-Ferrand      | Demi-finaliste le 12 décembre 2008 | ,       |
| Joanna   | Joanna Lagrave      | 20 ans | Saint-Avold           | Demi-finaliste le 5 décembre 2008  | ,       |
| Solène   | Solène Le Pierres   | 18 ans | Lésigny               | Éliminée le 28 novembre 2008       | ,       |
| Édouard  | Édouard Privat      | 22 ans | Paris                 | Éliminé le 21 novembre 2008        | ,       |
| Anissa   | Anissa Stili        | 26 ans | Villepinte            | Éliminée le 21 novembre 2008       | ,       |
| Quentin  | Quentin Lemonnier   | 17 ans | Montpellier           | Éliminé le 14 novembre 2008        | ,       |
| Maryline | Maryline Lecomte    | 22 ans | Narbonne              | Éliminée le 7 novembre 2008        | ,       |
| Yvane    | Yvane Beharry       | 29 ans | Bourg-la-Reine        | Abandon le 31 octobre 2008         | ,       |
| Harold   | Harold Haven        | 28 ans | Levallois-Perret      | Éliminé le 24 octobre 2008         | ,       |
| Julia    | Julia Jean-Baptiste | 18 ans | Lyon                  | Éliminée le 17 octobre 2008        | ,       |
| Ana      | Ana Palomo-Diaz     | 16 ans | Bruxelles ( Belgique) | Éliminée le 10 octobre 2008        | ,       |
| Gaëtan   | Gaëtan Mahon        | 19 ans | Montrouge             | Éliminé le 3 octobre 2008          | ,       |
| Laure    | Laure Cappellini    | 21 ans | Nice                  | Éliminée le 26 septembre 2008      | ,       |

## Corps professoral

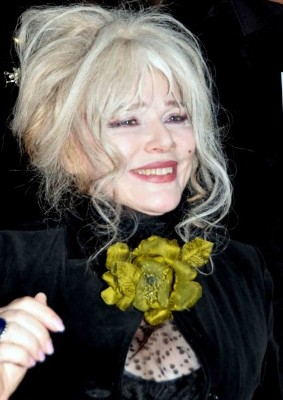
La directrice, Armande Altaï.

Pour cette huitième saison, le corps professoral est profondément revu par rapport à la saison précédente. Armande Altaï, déjà professeure de chant lors des trois premières saisons, fait son retour, cette fois en tant que directrice, en remplacement d'Alexia Laroche-Joubert. Cette dernière quitte également ses fonctions au sein d'Endemol France.
Philippe Lelièvre, déjà présent lors des saisons 5 et 6, fait également son retour, toujours en tant que professeur de théâtre. La chanteuse Anne Ducros, notamment sacrée aux Victoires de la musique classique en 2002 et 2003, intègre l'équipe en tant que professeur de chant, tandis que Dominique Martinelli devient la nouvelle professeure d'expression scénique en remplacement de Raphaëlle Ricci. Rafael Amargo, déjà présent dans Operacion Triunfo, la version espagnole du programme, rejoint Kamel Ouali au poste de professeur de danse. Brice Davoli, notamment coach vocal de Jenifer et de Chimène Badi, remplace quant à lui Matthieu Gonet au poste de répétiteur.
Enfin, Christophe Pinna et Jasmine Roy conservent leurs rôles respectifs de la saison précédente.
À noter toutefois l'arrivée en octobre de Marine Méchin, déjà présente dans Top Model en 2007 sur M6, en tant que coach de développement personnel.
| Matières/statut                    | Professeurs          |
| ---------------------------------- | -------------------- |
| Directrice                         | Armande Altaï        |
| Professeur de chant                | Anne Ducros          |
| Professeur d'expression scénique   | Dominique Martinelli |
| Professeur d'expression corporelle | Rafael Amargo        |
| Professeur de danse                | Kamel Ouali          |
| Professeur de théâtre              | Philippe Lelièvre    |
| Professeur de sport                | Christophe Pinna     |
| Coach de développement personnel   | Marine Méchin        |
| Répétitrice                        | Jasmine Roy          |
| Répétiteur et directeur musical    | Brice Davoli         |

## Changements
- Pour relancer les audiences, déjà sensiblement en baisse la saison précédente, la production a décidé de ne plus enfermer les candidats 24h/24 mais de les faire sortir au contact du public afin de mettre de la vie dans le programme. Les participants sortent donc de plus en plus, en plein jour, dans la rue pour pratiquer du sport, signer des autographes, etc.

- Les débriefings du prime ne sont plus assurés par la nouvelle professeur d'expression scénique, comme le faisait Raphaëlle Ricci qui a quitté le programme[25].

- Après deux saisons d'abandon, la production décide d'instaurer un hymne, interprété par les élèves dans la dernière partie du prime et non plus en début d'émission comme cela se faisait lors des premières saisons. Pour cette année, il s’agit de Chante, l’adaptation de Sing (en), chanson américaine des années 1970[26].

- Une voix off féminine, directement inspirée de la deuxième saison de Secret Story, officie peu de temps lors des quotidiennes avant d'être remplacée par des commentaires à l'écran.

- Pour cette huitième édition, ce sont les élèves qui doivent repêcher un des deux candidats, non sauvés par le public, et non plus le jury comme l'année précédente.

- Contrairement aux précédentes saisons, les élèves ne partent pas en tournée.

## Artistes invités

### Primes
Liste des invités venus partager des duos avec les élèves, en direct sur les primes du vendredi soir :
| Épisode | Diffusion         | Invités | Référence |
| ------- | ----------------- | --- | --------- |
| 1       | 19 septembre 2008 | Christophe Maé - Rihanna - Quentin Mosimann                                                                                             | [ 27 ]    |
| 2       | 26 septembre 2008 | Anastacia1 - Duffy - Laurent Voulzy - Estelle - William Baldé - Julien Clerc                                                            | [ 28 ]    |
| 3       | 3 octobre 2008    | Florent Pagny - Lenny Kravitz - The Pussycat Dolls - Mathieu Edward - Sheryfa Luna - Madcon - Daniel Powter - Pauline                   | [ 29 ]    |
| 4       | 10 octobre 2008   | Leona Lewis - Jenifer - Jonas Brothers - Roch Voisine - Yael Naim - Garou - Louisy Joseph                                               | [ 30 ]    |
| 5       | 17 octobre 2008   | Johnny Hallyday - Julien Doré - Chris Brown - Kat DeLuna - Sofia Essaïdi / Cléopâtre - Lorie - Laurent Wolf - Bharati                   | [ 31 ]    |
| 6       | 24 octobre 2008   | Amel Bent - Keziah Jones - Scorpions - Shy'm - Tina Arena - Brick and Lace - Grégoire                                                   | [ 32 ]    |
| 7       | 31 octobre 2008   | Zaho - Victoria Abril - Raphaël - Dany Brillant - Gabriella Cilmi - Miley Cyrus - Akon - Anne Ducros2 - Johnny Hallyday3                | ,         |
| 8       | 7 novembre 2008   | Andrea Bocelli - Patrick Bruel - Chimène Badi - Discobitch - Christophe Maé4                                                            | [ 34 ]    |
| 9       | 14 novembre 2008  | Patricia Kaas - Katy Perry - Étienne Daho - Natasha St-Pier - Pascale Picard - Shaggy                                                   | [ 35 ]    |
| 10      | 21 novembre 2008  | Tom Jones - Hélène Ségara - Serge Lama - Seal - Al Jarreau                                                                              | [ 36 ]    |
| 11      | 28 novembre 2008  | Britney Spears5 - Patrick Fiori - Nâdiya - Keane - Roberto Alagna - Calogero - Stanislas                                                | [ 37 ]    |
| 12      | 5 décembre 2008   | James Blunt - Amy Macdonald - Martin Solveig - Josh Groban - Salvatore Adamo - Florent Pagny - Johnny Hallyday3                         | [ 38 ]    |
| 13      | 12 décembre 2008  | Beyoncé6 - Enrique Iglesias - Lââm - Laura Pausini - Thomas Dutronc - Jason Mraz - Anggun - Anne Ducros2                                | ,         |
| 14      | 19 décembre 2008  | Rihanna - Christophe Maé - Véronique Sanson - Craig David - Sheryfa Luna - Quentin Mosimann - Cléopâtre - Josh Groban - Les 8 Star Ac'7 | ,         |

Note 1 : Anastacia étant annoncée, a dû décliner son invitation pour cause de maladie.

Note 2 : Anne Ducros était présente sur le prime en tant que chanteuse, en plus de son rôle de professeur.

Note 3 : Johnny Hallyday n'était pas en direct lors de ses 2 primes, ses prestations solo datent de son premier passage du 17/10/2008.

Note 4 : Christophe Maé étant au Palais des sports de Paris le même jour du prime, sa prestation a dû être enregistrée précédemment[réf. souhaitée].

Note 5 : Britney Spears était pour la première fois à la Star Academy et en France, depuis 2004, à l'occasion de la sortie de son album Circus.

Note 6 : Beyoncé n'était pas en direct sur le prime. Ses prestations ont été enregistrées la veille, en raison d'un emploi du temps « surchargé ».

Note 7 : En hommage à Grégory Lemarchal, certains élèves des huit saisons de la Star Academy sont présents lors de la finale.

## Classements
Les élèves sont notés lors du prime et lors des évaluations à l'Academy. Une moyenne générale est obtenue, à partir de la moyenne du prime et de celle des évaluations, afin de déterminer les pré-nommés.

## Faits marquants
- Anne Ducros refuse de noter Yvane sur le deuxième prime car il n'a pas suffisamment chanté selon elle. Le candidat se lance alors dans un freestyle pour l'« aider » à le noter. Il obtient alors 14/20 de sa part[71].

- Lors du deuxième prime, alors qu'il est le dernier à devoir voter, Yvane refuse de choisir entre Gaëtan et Laure. La production demande à Alice, tout juste repêchée par le public, de départager les deux candidats[71].

- Lors du troisième prime, Yvane est noté sur la chanson Bouge de là de MC Solaar, mais il modifie les paroles de la chanson. Il obtient 12,2 de moyenne avec un 7 de la part d'Armande Altaï[72],[51]. C'est la première fois depuis l'instauration des notes de prime (saison 5) qu'un membre du jury donne une note si faible.

- Une grosse dispute éclate entre Édouard et Gautier, le vendredi 10 octobre 2008 dans les coulisses du quatrième prime, après la fin de l'émission. Gautier reproche à son camarade de lui avoir écrasé « très fortement » le pied au moment du vote qui devait départager Harold et Ana[73]. Les deux élèves en viennent presque aux mains et pour la première fois dans Star Academy, la sécurité intervient.

- Le jeudi 30 octobre 2008, une violente dispute éclate entre Yvane et Marine Méchin, la coach de développement personnel. Le candidat n'ayant pas assisté à son cours, elle part à sa rencontre afin de connaître la raison de son absence. Le ton monte vite entre les deux personnes. Le candidat lui donne pour explication « votre cours ne m'intéresse pas car je vous ai trouvé très irrespectueuse » et elle lui répond, entre autres « vous n'avez pas d'intelligence. Si j'étais dans le jury, je vous virerais »[74].

- Johnny Hallyday n'était pas en direct lors de ses deux passages sur le plateau le 31 octobre, ses prestations solos datent de sa première venue le 17 octobre[75].

- Après qu'Alice est sauvée par le public lors du septième prime, Yvane (nommé cette soirée-là) ne souhaite pas que les candidats votent entre lui et Maryline (également nommée). Il décide alors de quitter l'émission de son plein gré[76].

- Patrick Bruel était l'invité d'honneur le 7 novembre 2008. Il exprime son désaccord sur la façon dont s'est exprimée Marine Méchin. La coach émotionnelle avait donné son avis concernant la prestation de Gautier, quelques secondes auparavant : « Pour moi, il a fait un show, il a crié et pas forcément chanté ! ». Patrick Bruel réagit quelques instants après en s'adressant directement à Marine Méchin : « moi je ne suis pas d'accord avec vous. Je ne suis pas d'accord avec cette manière de faire !… Le principal dans un artiste, c'est de ne jamais lui retirer sa confiance en lui[77].

- Selon RTL, Armande Altaï aurait tenté de démissionner de son poste de directrice dans la semaine du 3 novembre 2008. Elle ne trouverait plus « aucun intérêt artistique » concernant cette promotion, depuis qu'Harold a été éliminé par le public. De plus, des tensions auraient lieu en coulisses entre elle et Anne Ducros. Cependant, la professeur de chant partage le même avis que la directrice en ne trouvant plus d'intérêt artistique concernant les candidats[78]. Le journaliste Matthias Gurtler, explique sur RTL qu'« Anne Ducros est en fait la prof de chant de la femme de Nonce Paolini, et c'est lui qui aurait demandé à Endemol de l'embaucher. Du coup, personne ne peut toucher à la prof de chant, protégée par le PDG de TF1 en personne ! ». Endemol et TF1 auraient refusé la démission d'Armande Altaï car son contrat l'empêcherait de partir pendant l'émission.

- Le vendredi 28 novembre 2008, c'était l'événement de cette huitième saison[79],[80]. Britney Spears est venue sur le plateau pour la première fois depuis la création de l'émission, et pour la première fois en France, depuis les NRJ Music Awards 2004. Elle y interprète le premier single — Womanizer — de son nouvel album Circus, sorti ce même jour en France. Sa prestation a lieu lors des premières minutes de la soirée, en direct et en playback. Quelques mots sont échangés avec Nikos Aliagas qui lui remet un bouquet de fleurs[81]. Il s'agit de l'unique prestation de la chanteuse lors de cette soirée. Aucun duo n'est effectué avec les élèves. Un important dispositif est en place pour sa venue et un générique d'introduction est réalisé avec les candidats escaladant la tour de TF1 ainsi qu'un hélicoptère transportant hypothétiquement Britney Spears selon le scénario.

- Beyoncé n'était pas en direct sur le plateau le 12 décembre. Ses prestations ont été enregistrées la veille, en raison d'un emploi du temps « surchargé »[82].

## Discographie

### Le singleChante
Le premier single de cette huitième saison de Star Academy sort le lundi 20 octobre 2008[source insuffisante]. Il s'agit de l'hymne de cette saison intitulé Chante, une adaptation française de la chanson Sing (en) du groupe The Carpenters, elle-même reprise de Sing de Sesame Street par Joe Raposo,.
Dès sa première semaine d'entrée en France, le single Chante se place directement en 8e position des ventes de singles. Pour sa deuxième, troisième et quatrième semaine en France, il se classe en 12e position des ventes de singles. La cinquième semaine, Chante se classe 13e des ventes de singles en France.

### Le singleSuperstar
Le générique sort le même jour que l'album En toute intimité, le 8 décembre 2008. Ce single, intitulé Superstar (That's what you are) est une reprise du groupe The Merrymakers (en).

### L'albumEn toute intimité
Contrairement à ce qui avait été annoncé en début de saison, un album est édité cette année album, il est de type live unplugged. Le disque est enregistré dans deux grands studios parisiens, du 15 au 18 novembre 2008. Les sept derniers participants en compétition enregistrent deux chansons. La première est imposée et retravaillée afin de donner un effet acoustique et la seconde est choisie librement par le candidat. Seuls les cinq derniers choisis lors de la soirée spécial album, du 21 novembre, figurent sur le disque.

## Audiences
À la suite des mauvaises audiences de cette édition et de la baisse générale de l'audimat du programme, année après année, il s’agit de la dernière saison du programme.
Selon Le Parisien et rapporté par Jean-Marc Morandini, l'émission aurait pu connaître une fin prématurée. La finale a bien lieu le 19 décembre 2008, comme cela était annoncé en début de saison. Néanmoins, le vainqueur, Mickels Rea, n’a pas sorti de disque, contrairement à ce qui lui était promis grâce à son statut.
D'après le journaliste Renaud Revel de L'Express et rapporté par le magazine Entrevue, il serait difficile de rompre le contrat liant Endemol et TF1, ce qui ferait alors réfléchir la chaîne à une neuvième saison.
Finalement, la neuvième saison est diffusée sur NRJ 12, en 2012-2013.

### Diffusion
En plus des créneaux télévisés habituels de diffusion, le site officiel de TF1 propose une émission quotidienne gratuitement de 13 h à 14 h, depuis le lundi 3 novembre 2008 et Canalsat ainsi que Free proposent de suivre le live 22 h/24, sur une chaîne dédiée de leur offre. L'option est à 12 € pour la durée totale du programme.[pertinence contestée]

### Primes
L'émission réalise sa meilleure audience en termes de téléspectateurs le 19 décembre 2008 et en termes de parts de marché sur les 4 ans et plus le 19 septembre 2008.
En revanche, l'émission réalise sa moins bonne audience en termes de téléspectateurs le 26 septembre 2008 et de parts de marché sur les 4 ans et plus le 14 novembre 2008.
| Jour de diffusion          | Téléspectateurs | Parts de marché sur les 4 ans et plus | Référence       |
| -------------------------- | --------------- | ------------------------------------- | --------------- |
| Vendredi 19 septembre 2008 | 5 570 000       | 29,6 %                                | [ Audiences 1 ] |
| Vendredi 26 septembre 2008 | 4 371 000       | 22,4 %                                |                 |
| Vendredi 3 octobre 2008    | 4 708 000       | 22,2 %                                |                 |
| Vendredi 10 octobre 2008   | 5 053 000       | 23,6 %                                |                 |
| Vendredi 17 octobre 2008   | 4 932 000       | 23,1 %                                | [ Audiences 2 ] |
| Vendredi 24 octobre 2008   | 4 895 000       | 22,5 %                                |                 |
| Vendredi 31 octobre 2008   | 4 692 000       | 21,9 %                                | [ Audiences 3 ] |
| Vendredi 7 novembre 2008   | 5 069 000       | 24,1 %                                | [ Audiences 4 ] |
| Vendredi 14 novembre 2008  | 4 956 000       | 21,6 %                                |                 |
| Vendredi 21 novembre 2008  | 4 934 000       | 23,1 %                                |                 |
| Vendredi 28 novembre 2008  | 5 639 000       | 25,8 %                                |                 |
| Vendredi 5 décembre 2008   | 5 211 000       | 24,3 %                                |                 |
| Vendredi 12 décembre 2008  | 4 864 000       | 23,4 %                                |                 |
| Vendredi 19 décembre 2008  | 5 901 000       | 27,6 %                                |                 |

### Quotidiennes
| Émission | Jour de diffusion          | Téléspectateurs | Parts de marché sur les 4 ans et plus | Référence        |
| -------- | -------------------------- | --------------- | ------------------------------------- | ---------------- |
| 2        | Dimanche 21 septembre 2008 | 2,18 millions   | 22,3 %                                | [ Audiences 5 ]  |
| 6        | Jeudi 25 septembre 2008    | 1,83 million    | 15,0 %                                |                  |
| 8        | Dimanche 28 septembre 2008 | 1,72 million    | 19,4 %                                | [ Audiences 6 ]  |
| 33       | Lundi 27 octobre 2008      | 2,94 millions   | 18,1 %                                | [ Audiences 7 ]  |
| 46       | Mardi 11 novembre 2008     | 3,06 millions   | 15,5 %                                | [ Audiences 8 ]  |
| 51       | Lundi 17 novembre 2008     | 3,09 millions   | 19,5 %                                | [ Audiences 9 ]  |
| 70       | Mardi 9 décembre 2008      | 2,40 millions   | 14,9 %                                | [ Audiences 10 ] |
| 74       | Dimanche 14 décembre 2008  | 1,80 million    | 13,3 %                                | [ Audiences 11 ] |
| 77       | Mercredi 17 décembre 2008  | 2,40 millions   | 15,7 %                                | [ Audiences 12 ] |